# 伊丽泽·恩格斯
‌
伊丽莎白·弗兰齐丝卡·毛里蒂娅·恩格斯（德語：Elisabeth Franziska Mauritia Engels；1797年4月22日—1873年10月29日），通称伊丽泽·恩格斯（Elise Engels），娘家姓范·哈尔（van Haar），是德国共产主义思想家弗里德里希·恩格斯的母亲。

## 生平

### 早年
伊丽泽出生于威斯特伐利亚的哈姆，是家中七个孩子中的第五个。父亲是哈姆文理中学教师盖尔哈特·伯恩哈德·范·哈尔，母亲是牧师之女弗朗齐丝卡·克里斯蒂娜·范·哈尔，娘家姓斯内特拉格。母亲出身于一个有声望的新教歸正宗神学世家，而父亲则从贫苦家庭中努力奋斗，最终成为文理中学的第二任校长。他尤以神学研究为重，但也涉猎哲学等多个领域。母亲一人牢牢掌管家政。
1797年4月24日，伊丽泽在新教教会受洗。她接受了严格的宗教教育，深受父亲与虔敬主义者塞缪尔·科伦布施保持亲密关系的影响，教育风格带有浓厚的虔敬主义色彩。父母非常重视女儿们的教育，旨在使她们能胜任中上层社会男性配偶对认知能力的期待。在校期间，伊丽泽曾短暂就读于哈姆的“高等女儿”教育机构，由路易丝·威廉敏·比勒费尔德创办。总体而言，她成长在一个无忧无虑且经济宽裕的家庭。
1813年复活节，年仅15岁的伊丽泽在其舅父、虔敬派牧师约翰·克里斯托弗·科佩尔曼的主持下在奥讷受坚信礼。可以推测，她自1811年起便生活在这位叔父的家庭中，接受坚信礼教育及虔敬主义熏陶。1815年，她寄宿于姻亲伯恩哈德·莫里茨·斯内特拉格在柏林的家。

### 与恩格斯家族的接触

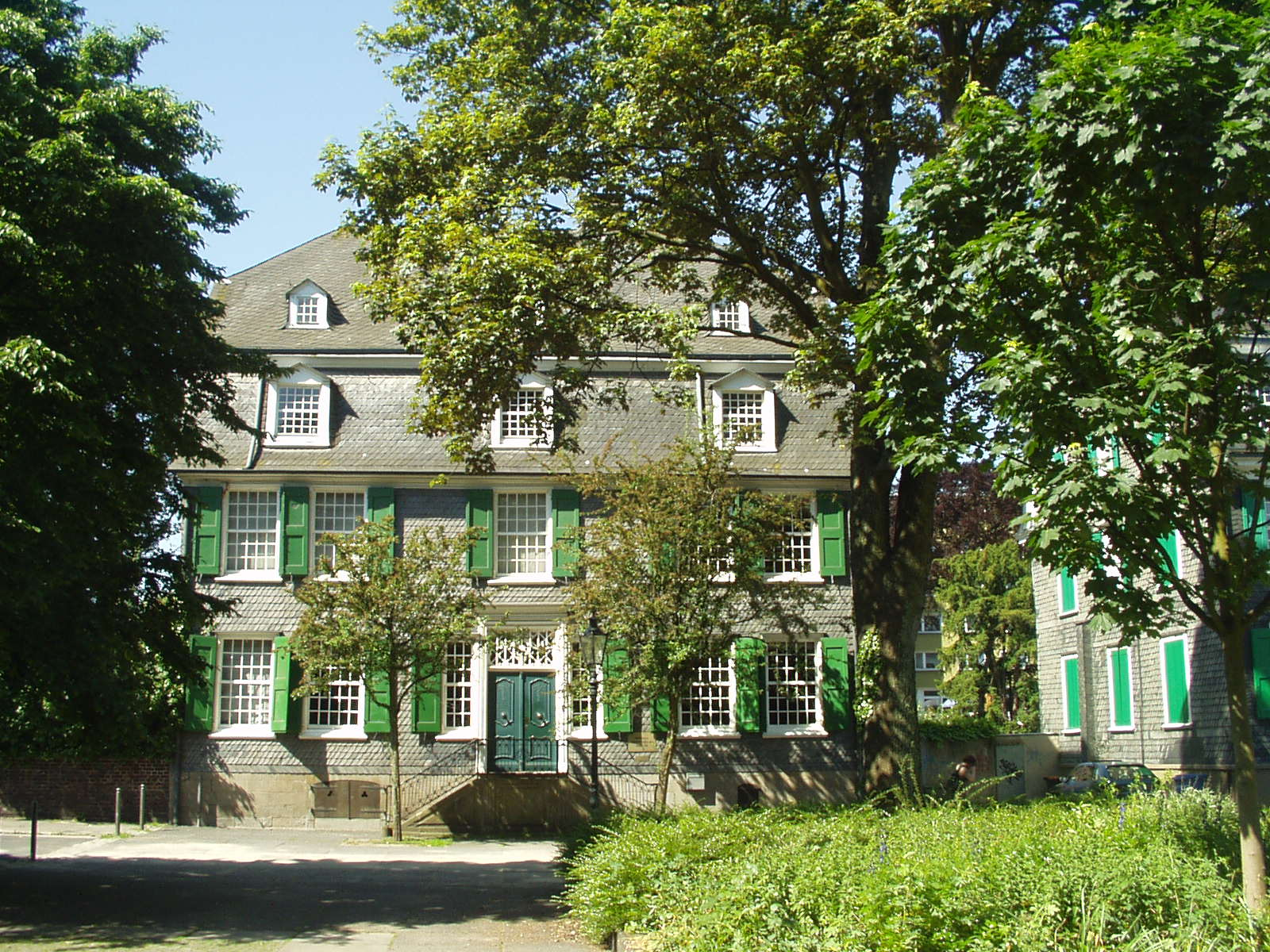
巴门（今属伍珀塔尔）的恩格斯故居

1805年，约翰·卡斯帕·恩格斯因欣赏范·哈尔校长的声望，将其子（也是日后伊丽泽的丈夫之兄）送入哈姆文理中学，并安排其寄宿在范·哈尔家中。直到1807年，这名少年都在该家庭中寄宿，而范·哈尔经常就其表现向恩格斯父亲报告。在此期间，两个家族长辈之间逐渐建立起建立在相互尊敬与深厚信任基础上的关系。两家不仅都虔诚敬神、倾向敬虔主义，而且都高度重视教育与文化。
伊丽泽也曾拜访恩格斯家族。1816年暑假，19岁的她前往恩格斯家中探访，在那里结识了曾寄宿于其家的男孩的弟弟——未来的丈夫弗里德里希·恩格斯。1816年9月21日弗里德里希致伊丽泽的信件表明两人已建立了深厚感情：“噢，我愈发清楚地意识到我们是为彼此而生，我们的相遇是仁慈的上帝安排的。”接下来的两年里，他们书信往来不断，同时弗里德里希也在为接管父业做准备。1819年1月，两人订婚，并于当年9月9日在哈姆完婚。
这段婚姻建立在相互爱慕和忠诚的基础上。虽然伊丽泽出身并不显赫，但恩格斯家族十分支持这桩婚事，并为此提供帮助。婚后，夫妻二人搬入了恩格斯家族拥有的、刚刚修缮好的“布鲁赫街173号”住宅，该建筑位于今“恩格斯故居”附近。

### 婚姻生活
夫妻间始终保持着亲密、信任的关系，这从他们大量留存的书信中可见一斑。这些书信表明，弗里德里希·恩格斯将妻子卷入家庭的所有事务之中，无论是私人还是商业事务。伊丽泽在所有企业中都拥有信件和签字权。
恩格斯夫妇属于工商业资产阶级。恩格斯父亲是当时纺织业的重要投资者，纺织业在伍珀塔尔地区具有重要地位。他于1837年在恩格尔斯基兴创办了雇员超过600人的“欧门和恩格斯”公司。夫妇二人热爱音乐，常在家中举办音乐会，有时也有子女参与演出。
他们共育有九个孩子，其中第一个孩子便是弗里德里希·恩格斯，唯一夭折的是儿子威廉。这在一定程度上得益于良好的家庭经济条件，也源于伊丽泽对孩子们的悉心照料。总体而言，夫妻二人对孩子都非常关爱和支持。然而，他们与长子弗里德里希·恩格斯的关系因其激进的革命思想经历了长期的紧张。

### 去世
自1867年起，伊丽泽居住在恩格尔斯基兴的布劳恩斯韦特别墅，并于1873年去世。她被安葬在伍珀塔尔的下巴门公墓，与1860年去世的丈夫合葬。